# Juliana Cannarozzo
Juliana Cannarozzo (Boston, Massachusetts, 27 de agosto de 1989) é uma ex-patinadora artística e atriz americana. Juliana interpretou "Zoe Bloch" no filme Sonhos no Gelo. Seus treinadores são Mark Mitchell e Peter Johansson, seus coreógrafos são Jamie Isley Brothers e Mark Mitchell. Juliana Cannarozzo treina no Clube de Patinação de Boston.

## Principais resultados
| JGP JGP Final                                                                  |                   |                   |                   | 7.ª             |      |  |  |  |  |  |  |  |  |  |
| JGP JGP Bulgária                                                               |                   |                   | Medalha de bronze |                 |      |  |  |  |  |  |  |  |  |  |
| JGP JGP Estônia                                                                |                   |                   |                   |                 | 4.ª  |  |  |  |  |  |  |  |  |  |
| JGP JGP Hungria                                                                |                   |                   |                   | Medalha de ouro |      |  |  |  |  |  |  |  |  |  |
| JGP JGP Japão                                                                  |                   |                   | Medalha de bronze |                 |      |  |  |  |  |  |  |  |  |  |
| JGP JGP Noruega                                                                |                   |                   |                   | Medalha de ouro |      |  |  |  |  |  |  |  |  |  |
| JGP JGP Reino Unido                                                            |                   |                   |                   |                 | 12.ª |  |  |  |  |  |  |  |  |  |
| Nacional                                                                       |                   |                   |                   |                 |      |  |  |  |  |  |  |  |  |  |
| Campeonato dos Estados Unidos                                                  |                   |                   |                   | 7.ª             |      |  |  |  |  |  |  |  |  |  |
| Seccional Oriental                                                             |                   |                   |                   |                 | 7.ª  |  |  |  |  |  |  |  |  |  |
| Nacional – Júnior                                                              |                   |                   |                   |                 |      |  |  |  |  |  |  |  |  |  |
| Campeonato dos Estados Unidos                                                  |                   | 6.ª               | 5.ª               |                 |      |  |  |  |  |  |  |  |  |  |
| Seccional Oriental                                                             |                   | Medalha de peltre | Medalha de ouro   |                 |      |  |  |  |  |  |  |  |  |  |
| Regional New England                                                           |                   | Medalha de ouro   |                   |                 |      |  |  |  |  |  |  |  |  |  |
| Nacional – Noviço                                                              |                   |                   |                   |                 |      |  |  |  |  |  |  |  |  |  |
| Campeonato dos Estados Unidos                                                  | 10.ª              |                   |                   |                 |      |  |  |  |  |  |  |  |  |  |
| Seccional Oriental                                                             | Medalha de bronze |                   |                   |                 |      |  |  |  |  |  |  |  |  |  |
| Regional New England                                                           | Medalha de prata  |                   |                   |                 |      |  |  |  |  |  |  |  |  |  |
|                                                                                |                   |                   |                   |                 |      |  |  |  |  |  |  |  |  |  |
| Legenda: JGP = Grand Prix Júnior; Competição não foi disputada nesta temporada |                   |                   |                   |                 |      |  |  |  |  |  |  |  |  |  |